# Хасид, Элияху
Элияху Хасид (ивр. אליהו חסיד‎, род. 1976, Бней-Брак, Тель-Авивский округ) — израильский политик. В 2020 году он недолгое время был депутатом Кнессета от Альянса «Яхадут ха-Тора».

## Биография
Хасид занял девятое место в списке партии «Яхадут ха-Тора» на выборах в апреле 2019 года, но партия получила только восемь мест. На выборах в сентябре 2019 года он снова занял девятое место, однако представительство Яхадут ха-Тора сократилось до семи мест. Хотя он снова не прошёл на выборах в марте 2020 года, на которых сохранил девятое место, а «Яхадут ха-Тора» снова получила семь мест, он вошёл в Кнессет 24 июня 2020 года в качестве замены Яакова Лицмана, который ушёл в отставку в соответствии с норвежским законом после назначения в кабинет министров. Однако в октябре 2020 года Хасид ушёл из Кнессета, чтобы позволить Элияху Барухи занять его место.